# Le Dernier Vermeer
Pour plus de détails, voir Fiche technique et Distribution.
Le Dernier Vermeer (The Last Vermeer) est un film américain coproduit et réalisé par Dan Friedkin, sorti en 2019. Il s'agit de l'adaptation du livre The Man Who Made Vermeers de Jonathan Lopez (2009).

## Synopsis
L'histoire vraie du peintre et restaurateur d'œuvres d'art ainsi que faussaire en art Han van Meegeren, qui a extorqué aux Nazis plusieurs millions de dollars en leur vendant des contrefaçons de Johannes Vermeer.

## Fiche technique
Sauf indication contraire, les informations mentionnées dans cette section peuvent être confirmées par la base de données cinématographiques IMDb,  présente dans la section « Liens externes ».
- Titre original : The Last Vermeer
- Titre de travail : Lyrebird
- Titre français : Le Dernier Vermeer
- Réalisation : Dan Friedkin
- Scénario : John Orloff, Mark Fergus et Hawk Ostby, d'après le livre The Man Who Made Vermeers de Jonathan Lopez (2009)[1]
- Musique : Johan Söderqvist
- Direction artistique : James Hambidge, Andrew Munro et Wilbert Van Dorp
- Décors : Arthur Max
- Costumes : Guy Speranza
- Photographie : Remi Adefarasin
- Montage : Victoria Boydell
- Production : Dan Friedkin, Ryan Friedkin et Bradley Thomas ; Sabine Brian (Pays-Bas)
  - Production déléguée : Gino Falsetto, Peter Heslop et Ridley Scott
  - Coproduction : Richard Goodwin
- Sociétés de production : Imperative Entertainment ; Mehra Entertainment et TriStar Pictures (coproductions)
- Société de distribution : Sony Pictures Entertainment (États-Unis)
- Pays de production :  États-Unis
- Langue originale : anglais
- Format : couleur
- Genre : drame historique, biographie
- Durée : 118 minutes
- Dates de sortie :
  - États-Unis : 31 août 2019 (avant-première mondiale au festival du film de Telluride) ; 20 novembre 2020 (sortie nationale)
  - France : 31 mars 2021 (en VOD)

## Distribution
- Guy Pearce : Han van Meegeren
- Claes Bang : Joseph « Joop » Piller
- Vicky Krieps : Minna Holberg
- Roland Møller : Esper Vesser
- August Diehl : Alex De Klerks
- Olivia Grant : Cootje Henning
- Susannah Doyle : Johana
- Adrian Scarborough : Dirk Hannema

## Production
Le 25 avril 2018, on annonce que la société Imperative Entertainment commence à produire Lyrebird (titre de travail) qui serait réalisé par Dan Friedkin et produit par Ridley Scott à partir du scénario de James McGee, Mark Fergus et Hawk Ostby,,,. C'est le premier long métrage de Dan Friedkin. Même année, Guy Pearce, Claes Bang, Vicky Krieps et Roland Møller sont engagés dans leur rôle principal.
Le tournage a lieu à Fort Widley (en) en Portsmouth, en Angleterre, le 22 mai 2018, ainsi qu'à Dordrecht et Schiedam aux Pays-Bas, en avril et août 2018.

## Accueil
Le film est sélectionné et présenté, le 31 août 2019, en avant-première mondiale au festival du film de Telluride, aux États-Unis. Sa sortie est prévue  le 22 mai 2020, mais est annulée à cause de la pandémie de Covid-19. Il y sort le 20 novembre 2020.
En France, il est distribué le 31 mars 2021 en vidéo à la demande.